# Christian Brighi
Christian Brighi (Cesena, 3 luglio 1973) è un ex arbitro di calcio italiano.

## Carriera
Arbitro effettivo dal dicembre 1989, appartiene alla sezione A.I.A. di Cesena.
Dopo aver arbitrato gare in ambito provinciale e regionale, al termine della stagione sportiva 1994/1995 viene promosso alla C.A.I., dirigendo gare dei campionati regionali di Promozione ed Eccellenza in tutta Italia.
Dopo soltanto una stagione, viene nuovamente promosso: pertanto, la stagione 1996-1997 lo vede a disposizione della C.A.N. D, preposta alle designazioni arbitrali per le gare del Campionato Nazionale Dilettanti (oggi denominato Serie D). Al termine della stagione 1998-1999 il Commissario della C.A.N. D, Maurizio Mattei, decide che Brighi è pronto per cimentarsi nel calcio professionistico.
Dalla stagione 1999-2000, è a disposizione del C.A.N. C: ritrova come Commissario Maurizio Mattei. Dirige molti match di Serie C1 e Serie C2, tra cui vanno ricordate anche alcune gare di Play-off e play-out.
Dalla stagione 2002-2003, Christian Brighi appartiene alla CAN A-B, organo tecnico preposto alla designazione degli ufficiali di gara per le partite di Serie A e Serie B.
Debutta in Serie A il 7 dicembre 2003, nella gara Sampdoria-Siena (terminata 2-1 a favore dei blucerchiati). Da allora, ha diretto complessivamente 101 gare del massimo campionato italiano (dati aggiornati al termine della stagione 2011-2012), cui vanno aggiunte decine di gare dirette in Serie B e Coppa Italia.
Diversi i Commissari che si sono succeduti alla guida della CAN A-B da quando vi appartiene Brighi: dalla stagione 2002-2003 alla stagione 2004-2005, l'organo tecnico è stato diretto dalla coppia Paolo Bergamo (sezione di Livorno) e Pierluigi Pairetto (sezione di Nichelino); nella stagione 2005-2006 da Maurizio Mattei (Sezione di Macerata). Nella stagione 2006-2007, il commissario straordinario dell'AIA Luigi Agnolin ha nominato Commissario CAN A-B Stefano Tedeschi (Sezione di Bologna); successivamente, a seguito delle dimissioni di quest'ultimo (presentate il 23 dicembre 2006), il neoeletto presidente dell'AIA Cesare Gussoni (Sezione di Milano) ha assunto l'interim, affiancato dall'ex arbitro internazionale Pierluigi Collina, in qualità di consulente. Quest'ultimo ha poi assunto l'incarico di Commissario nella stagione 2007-2008.
Christian Brighi è stato più volte designato per fungere da quarto ufficiale di gara (il cosiddetto quarto uomo) in gare di Coppa UEFA e Champions League.
Componente del Consiglio Direttivo sezionale della Sezione AIA di Cesena dalla stagione sportiva 1998-1999 alla stagione 2003-2004, e nella stagione 2008-2009.
Il 3 luglio 2010, con la scissione della C.A.N. A-B in "C.A.N. A" e "C.A.N. B", viene inserito nell'organico della C.A.N. A.
Il 20 maggio 2012, al termine del suo decimo anno di permanenza in serie A (ultimo possibile per i non internazionali, secondo le norme AIA), è designato per la finale di Coppa Italia tra Juventus e Napoli.
Il 2 luglio 2012 viene dismesso dalla CAN A per limite di permanenza di ruolo, concludendo così la sua carriera arbitrale a livello nazionale come arbitro effettivo. Subito dopo, il 5 luglio 2012 viene nominato tra i membri della commissione arbitrale di serie D  per la stagione 2012-2013.

## Riconoscimenti
- Premio Claudio Pieri, 2024.[3]